# دبورا ساسون
دبورا ساسون (به انگلیسی: Deborah Sasson) (زاده ۲۲ اوت ۱۹۴۹) خواننده سوپرانو و بازیگر تئاتر موزیکال آمریکایی است.